# Operator (Bildungswesen)
Im Bildungswesen versteht man unter Operatoren bestimmte Verben, die im Imperativ für Aufgabenstellungen eingesetzt werden. Primär werden sie in Prüfungen, Klausuren und Leistungskontrollen eingesetzt, zu deren Vorbereitung als Arbeitsaufträge auch im gesamten Unterricht. Nur diejenigen Verben sind geeignet, die eine wahrnehmbare, in Lernprodukten sich niederschlagende, vielfach sogar messbare Umsetzung gestatten. Rein mentale Vorgänge (erkennen, nachspüren) sind keine Operatoren. Lernpsychologisch entstammen Operatoren damit dem Behaviorismus.

## Operatoren in Deutschland und Österreich
Im deutschen und österreichischen Schulsystem werden die Lernziele meist in drei Anforderungsbereiche aufgeteilt, die ein unterschiedliches Ausmaß von Eigenleistung und komplexem Denken vom Schüler erfordern. Der Anforderungsbereich I umfasst meist eine Reproduktion, Anforderungsbereich II eine Reorganisation (Umgestaltung) sowie einen Transfer (Übertragung, Anwendung) und Anforderungsbereich III Urteilsbildung, Reflexion und Problemlösung. Bei manchen Gegenständen kann der dritte Bereich eine gestalterische Aufgabe beinhalten.
In der Bundesrepublik werden Operatoren primär in Prüfungen in der Sekundarstufe II und dem Zentralabitur eingesetzt. Ziel ist die Vorbereitung auf ein wissenschaftliches Arbeiten, die Erfüllung von Bildungsstandards und Bildungszielen und eine Orientierung des Unterrichts an abprüfbaren Kompetenzen.
Je nach Schulfach kann die Gestaltung der Operatoren variieren. So findet zum Beispiel eine Rangordnung im Fach Mathematik nicht statt. In einigen Fächern wie Kunst, Musik und Sport können mehr Kompetenzen praktisch abgefragt werden, zum Beispiel das Zeichnen oder das Komponieren. Zudem sind viele Operatoren auch mehreren Anforderungsbereichen zuzuordnen (interpretieren, analysieren).
Die Operatoren finden sich als Listen in den Einheitlichen Prüfungsanforderungen für die Abiturprüfung, nicht mehr in den diese ersetzenden Bildungsstandards. Mit Beispielen versehen zeigt sie die Liste für die Deutschen Auslandsschulen.

## Liste der Operatoren

### Anforderungsbereich 1: Reproduktion
(Be)nennenDie aus einem Text entnommenen Informationen sollen nach bestimmten Aspekten eines gegebenen Sachverhalts wiedergegeben werden und Fakten zusammengetragen werden.
BeschreibenTextaussagen oder Sachverhalte sollen in eigenen Worten strukturiert und fachsprachlich richtig dargestellt werden.
WiedergebenInhalte, Zusammenhänge sollen in eigenen Worten sachlich und fachsprachlich richtig formuliert wiedergeben werden.
Zusammenfassen oder SkizzierenInhalte, Aussagen, Zusammenhänge sollen komprimiert und strukturiert fachsprachlich richtig dargestellt werden.
DefinierenDie Bedeutungen von Begriffen soll in Abgrenzung von benachbarten Begriffen wiedergeben werden.
DokumentierenErgebnisse sollen zusammengefasst und dokumentiert werden.

### Anforderungsbereich 2: Reorganisation und Transfer
Untersuchen oder ErschließenTexte, Textaussagen, Problemstellungen, Sachverhalte sollen kriterienorientiert bzw. aspektgeleitet bearbeitet werden.
EinordnenEin Inhalt, eine Aussage, Raum, eine Problemstellung oder ein Sachverhalt soll in einen vorgegebenen oder selbst gewählten Kontext einbezogen werden.
Erläutern und ErklärenTextaussagen, Sachverhalte sollen auf der Basis von Kenntnissen und Einsichten differenziert dargestellt werden und durch zusätzliche Informationen und Beispiele veranschaulicht werden.
In Beziehung setzenAnalyseergebnisse, Textaussagen, Sachverhalte, Problemstellungen sollen mit vorgegebenen oder selbstgewählten Aspekten in Verbindung gebracht werden.
ErörternSachzusammenhänge sollen mit Hilfe ergänzender Informationen verdeutlicht werden.
EntscheidenSich zwischen mehreren Möglichkeiten begründet für eine entscheiden (zum Beispiel durch eine Pro-und-Kontra-Argumentation oder Beweisführung bzw. Widerlegung)

### Anforderungsbereich 3: Reflexion und Problemlösung
DeutenErgebnisse der Textbeschreibung sollen in einen Erklärungszusammenhang unter der Berücksichtigung des Wechselbezuges von Textstrukturen, Funktionen und Intentionen, der erfassten zentralen strukturbildenden genretypischen, syntaktischen, semantischen und stilistisch-rhetorischen Elemente und ihrer Funktion für das Textganze zusammengebracht werden.
BewertenHinsichtlich eines Textes, einer Textaussage, der ästhetischen Qualität eines Textes, eines Sachverhalts, einer Problemlösung, einer Problematik ohne subjektiven Wertebezug soll mit Bezug von Fachwissen und -erkenntnis ein selbstständiges und begründetes Sachurteil gebildet werden.
(kritisch) Stellung nehmenEine Problemstellung, Problemlösung, ein Sachverhalt, eine Wertung soll auf der Grundlage fachlicher Kenntnis und Einsicht nach kritischer Prüfung und sorgfältiger Abwägung eingeschätzt werden.
BegründenEin Analyseergebnis, Urteil, eine Einschätzung oder eine Wertung soll fachlich und sachlich durch Belege, Beispiele oder eine Argumentation eine These beweisen.
Sich auseinandersetzen mitAufgabe ist es, zu einer (fachlichen) Problemstellung oder These eine Argumentation zu entwickeln, die zu einem begründeten und nachvollziehbaren Ergebnis führt.
Prüfen oder überprüfenEine Textaussage, These, Argumentation, Analyseergebnis, ein Sachverhalt soll auf der Grundlage eigener Kenntnisse, Einsichten oder Textkenntnis auf die Angemessenheit hin untersucht werden. Dabei soll ein Ergebnis entstehen.
EntwerfenIn Verbindung mit einer Textvorlage soll auf der Grundlage einer konkreten Arbeitsanweisung ein eigener Text unter Benennung der notwendigen Entscheidungen und Arbeitsschritte verfasst und geplant werden.
GestaltenIn Verbindung mit einer Textvorlage soll auf der Grundlage einer konkreten Arbeitsanweisung ein eigener Text nach ausgewiesenen Kriterien erarbeitet werden.

### Zwischen Anforderungsbereich 1 und 2
DarstellenAus dem Unterricht bekannte oder aus dem Material entnehmbare Informationen und Sachzusammenhänge sollen geordnet (graphisch oder verbal) und verdeutlicht werden.
Lokalisieren oder VerortenEin Fall- oder Raumbeispiel soll nach einem bekannten Orientierungsraster klassifiziert und eingeordnet werden.

### Zwischen Anforderungsbereich 2 und 3
AnalysierenKomplexe Materialien, Texte und Sachverhalte sollen in ihren Einzelaspekten erfasst werden mit dem Ziel, Entwicklungen und Zusammenhänge zwischen ihnen aufzuzeigen.
AnwendenTheorien, Modelle, Regeln sollen mit konkretem Fall- oder Raumbeispiel oder Sachverhalten in Beziehung gesetzt werden.
VergleichenTexte, Textaussagen, Problemstellungen, Sachverhalte sollen unter vorgegebenen oder selbst gewählten Aspekten auf der Grundlage von vorgegebenen Kriterien gegenüberstellt werden und in Beziehung zueinander gesetzt und analysiert werden. Dadurch sollen Gemeinsamkeiten, Unterschiede, Teil-Identitäten, Ähnlichkeiten, Abweichungen oder Gegensätze ermittelt werden.
InterpretierenZusammenhänge bzw. Ergebnisse sollen begründet auf gegebene Fragestellungen bezogen werden.

### Spezielle Operatoren in der Mathematik, Statistik und Naturwissenschaften
In der Mathematik beziehen sich die Operatoren in Gegensatz zu den anderen Fächern meist auf eine rechnerische und/oder grafische Darstellung und Lösung eines Problems. Antworten werden in einem Antwortsatz wiedergeben. Um einen Sachverhalt zu beweisen, zu beurteilen, zu zeigen, nachzuweisen oder zu widerlegen, kann eine mathematische Beweismethode bzw. ein mathematischer oder logischer Beweis erforderlich sein.
BerechnenErgebnisse sollen mit der Darstellung von Ansatz und Berechnung erzielt werden.
Bestimmen und ErmittelnZusammenhänge bzw. Lösungswege sollen aufgezeigt werden und das Vorgehen dargestellt werden. Anschließend sollen die Ergebnisse formuliert werden.
Erstellen und AufstellenSachverhalte, Vermutungen, Zusammenhänge, Methoden, Gleichungen etc. sollen in übersichtlicher, fachlich sachgerechter oder vorgegebener Form notiert werden.
HerleitenEine Gleichung oder Sachverhalt soll hergeleitet werden.
Grafisch darstellen, modellieren oder zeichnenSachverhalte sollen fachlich richtig visualisiert werden und/oder auf ein Modell übertragen werden.
Ordnen und KlassifizierenBegriffe, Gegenstände, Daten etc. sollen auf der Grundlage bestimmter Merkmale systematisch eingeteilt werden.
AuswertenDaten oder Sachverhalte sollen zusammengestellt werden und zu einer abschließenden Gesamtaussage geführt werden.
Vervollständigen oder ErweiternEine angegebene Struktur soll gemäß konkreten Vorgaben erweitert und dargestellt werden.
Implementieren, Entwickeln oder ModifizierenEine angegebene Struktur soll gemäß konkreten Vorgaben verändert oder erweitert werden.